# 掠海翼龍屬

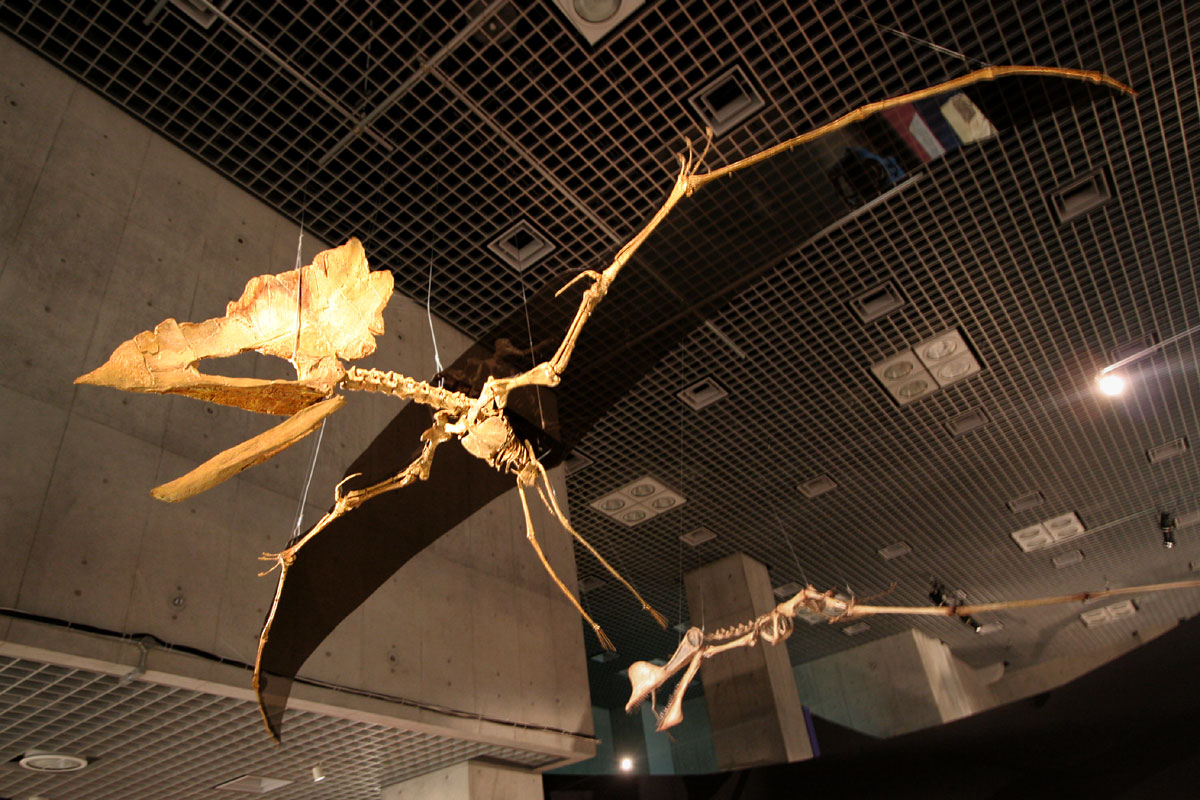
掠海翼龍的骨架模型

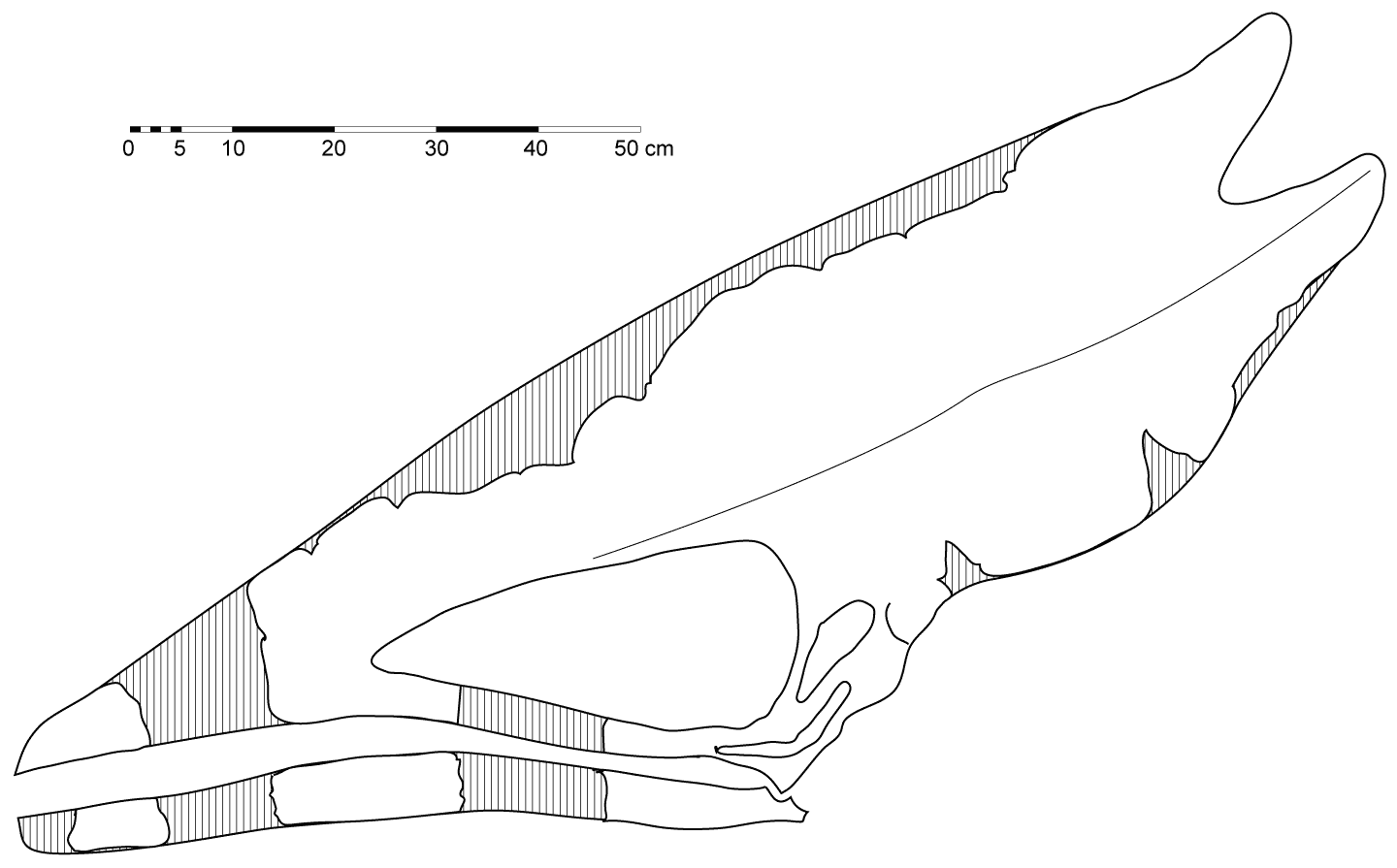
掠海翼龍頭顱骨

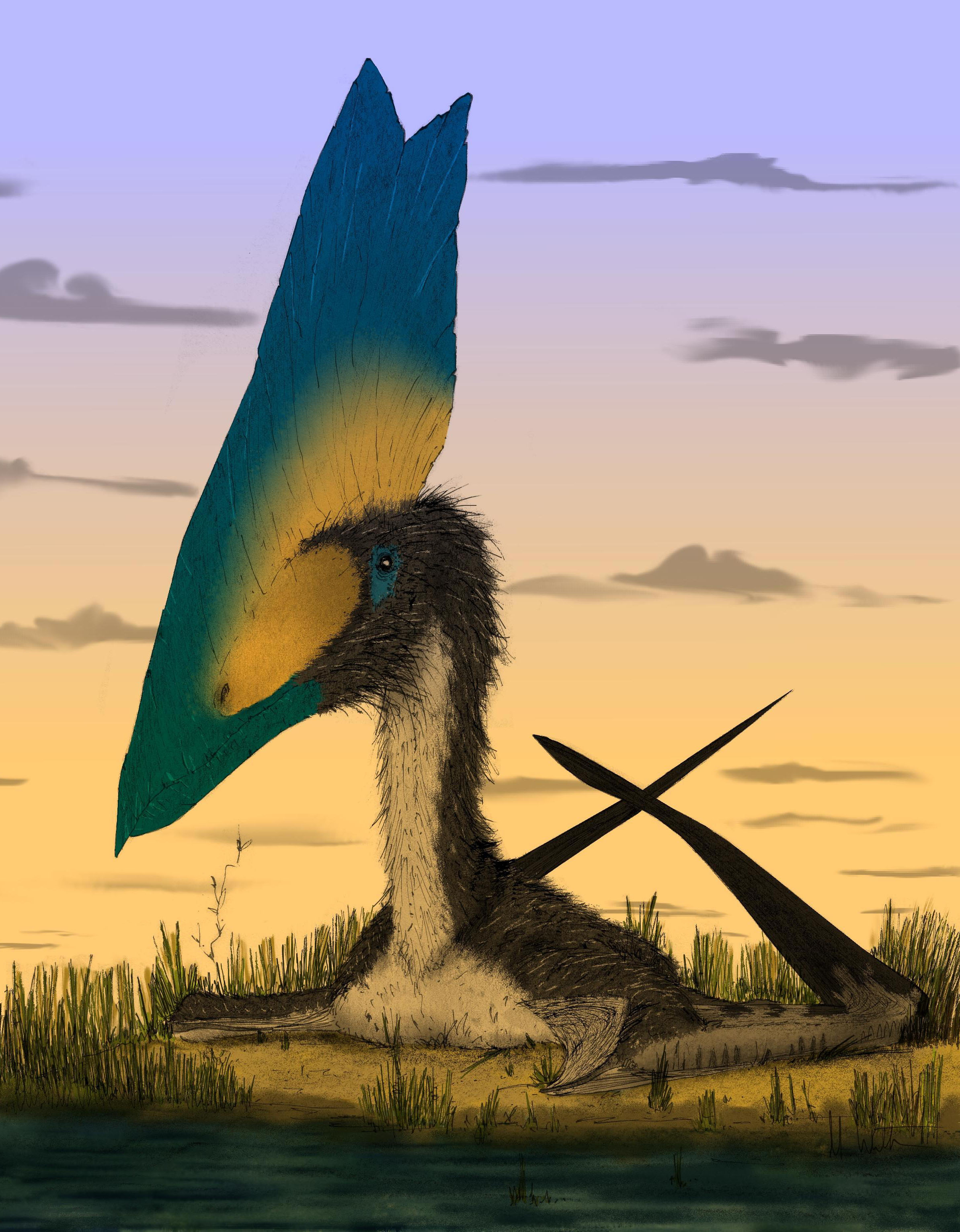
停留在地面的掠海翼龍

掠海翼龍屬是種大型翼龍類，化石在巴西東北部發現。
在2002年，亞歷山大·克爾納（Alexander Kellner）等人將化石進行敘述、命名，模式種是塞氏掠海翼龍（T. sethi）。屬名在古希臘文意為「海上奔跑者」，意指牠們可能在海面上捕食魚類，類似現代剪嘴鷗；種名則是以古埃及戰神賽特為名，因為掠海翼龍有類似的頭部形狀。但在2006年，其他研究人員提出克爾納可能把賽特、阿蒙這兩神的外型搞錯。
正模標本（編號DGM 1476-R）是一個嚴重損壞的頭顱骨，發現於巴西東北部的桑塔納組（Santana Formation）。牠們生存於約1億800萬年前的白堊紀早期。掠海翼龍與牠們的大型近親古神翼龍共同生存於同一領空。掠海翼龍因為牠們的巨大頭部冠飾而著名，頭冠從吻突尖端延伸到頭顱骨後方，頭顱骨的長度為1.42公尺，而頭冠佔了75%的表面。吻突尖、缺乏牙齒。牠們翼展長4.5公尺。目前並不清楚冠飾的功能，它能用來吸引異性、鑑定物種身分、或是調節體溫。
另一個下頜碎片（編號DGM 1476-M）被歸類於掠海翼龍，體型較大，翼展估計約5.3公尺。另一個頜部骨頭（編號SAO 251093）曾被非正式命名為新種，"T. oberli"，但之後被編入於塞氏掠海翼龍。
亞歷山大·克爾納認為，掠海翼龍會以類似現代剪嘴鷗（Skimmer）的方式獵食；飛行時將下頜拖曳到水裡，捕抓水面的魚類。之後研究根據掠海翼龍與其他大型翼龍類的頭部與頸部結構，提出牠們的頭部、嘴部要經過水面時，必須消耗大量的動力，因此牠們難以作出這種動作。
亞歷山大·克爾納命名掠海翼龍時，將牠們歸類於古神翼龍科。近年其他研究認為掠海翼龍、妖精翼龍屬於神龙翼龙类的掠海翼龍科。

## 外部連結
- 國家地理學會的掠海翼龍報導 （页面存档备份，存于）